# Světový pohár v biatlonu 2014/2015 – Chanty-Mansijsk
9. podnik Světového poháru v biatlonu v sezóně 2014/15 probíhal od 19. do 22. března 2015 v ruském Chanty-Mansijsku. Na programu podniku byly mužské a ženské závody ve sprintech, stíhací závody a závody s hromadným startem.

## Program závodů
Program podle oficiálních stránek.
| Datum      | Disciplína                       | Začátek (SEČ) | Počet závodníků |
| ---------- | -------------------------------- | ------------- | --------------- |
| 19. března | Sprint (muži)                    | 13:45         | 89              |
| 20. března | Sprint (ženy)                    | 14:00         | 71              |
| 21. března | Stíhací závod (muži)             | 10:30         | 56              |
| 21. března | Stíhací závod (ženy)             | 14:00         | 57              |
| 22. března | Závod s hromadným startem (muži) | 10:00         | 30              |
| 22. března | Závod s hromadným startem (ženy) | 12:00         | 30              |

## Průběh závodů

### Závody ve sprintech
Ve sprintu se dařilo českým závodnicím. Veronika Vítková udělala jen jednu chybu vleže a díky dobrému běhu se propracovávala dopředu. Do cíle dojela na průběžném třetím místě, ale po chvilce se před ní zařadila ještě lépe běžící Němka Laura Dahlmeierová. Čtvrté místo jí však stačilo k tomu, aby skončila třetí v celkovém hodnocení sprintu v tomto ročníku světového poháru. Gabriela Soukalová dojela po dvou chybách při střelbě vstoje desátá. Eva Puskarčíková nesestřelila jen jeden terč vstoje a 14. místem vyrovnala svoje dosud nejlepší umístění v závodu světového poháru. Dobře běžela i celkově 22. Barbora Tomešová. V závodu zvítězila Kaisa Mäkäräinenová, které tak zmenšila náskok v tomto sprintu třetí Darji Domračevové v boji o křišťálový globus na 9 bodů.
Předchozí sprint však nevyšel českým mužům – každý udělal celkově dvě chyby při střelbách; nejlépe z nich dojel patnáctý Michal Šlesingr. Přesto tímto výsledkem udrželi 5. místo v celkovém pořadí národů před rakouským družstvem. Díky tomu bude moci česká reprezentace v příštím ročníku světového poháru nasadit do sprintů a vytrvalostních závodů šest biatlonistů (dosud mohli jen pět vzhledem k tomu, že v minulém ročníku skončili na 7. místě).

### Stíhací závody
Čeští muži nastupovali do tohoto běhu ze zadních pozic. Michal Šlesingr se díky celkově druhému nejlepšímu běhu propracovával dopředu, ale co najel, ztratil chybami na střelnici. Po třetí střelbě byl na 25. místě. Při poslední položce vstoje se však situace otočila: jeho soupeři dělali více chyb, on zastřílel čistě a nakonec tak dojel devátý. Ondřej Moravec střílel ještě hůře a s celkově 6 chybami skončil na 42. místě. Zajímavý byl finiš mezi Antonem Šipulinem a Martinem Fourcadem o třetí místo. Fourcade bez boje přenechal domácímu reprezentantovi bronzovou pozici, ale v cíli se radoval víc než Rus: čtvrtým místem získal v předstihu velký křišťálový globus za celkové vítězství v celém ročníku světového poháru.
Veronice Vítkové se zpočátku dařilo podobně jako Šlesingrovi – na střelnici udělala vždy jednu chybu a na trati se propracovávala dopředu. Pak střílela lépe, ale oproti předchozímu sprintu si nepolepšila a s celkově třemi chybami skončila pátá. Gabriela Soukalová se stejnou střelbou a s podobným během Jako Vítková skončila desátá. V průběhu závodu překvapovala Eva Puskarčíková, která po třech čistých položkách jela jako osmá. Přesto to nebyl její nejlepší závod v kariéře: při čtvrté střelbě udělala dvě chyby a když jí začaly docházet síly, skončila na 18. místě. Přesto si tím spolu s 13. místem v předchozím sprintu vyjela – poprvé v kariéře – účast v následujícím závodu s hromadným startem. Největší posun v pořadí se podařil Jitce Landové, která vyjížděl jako 56., ale bezchybnou střelbou a rychlým během (v posledním kole byla dokonce nejrychlejší) se posunula na 24. místo. „Jediná škoda, že dnes nemáme medaili, ale jinak můžu holky zase pochválit, “ ocenil reprezentantky trenér Zdeněk Vítek. V závodu zvítězila Darja Domračevová, která se však o tuto výhru málem připravila. Při druhé zastávce na střelnici se začala chystat na střelbu vstoje, ale omyl si včas uvědomila a zalehla. Své chybě se usmála.

### Závody s hromadným startem
Českým závodníkům se při tomto posledním závodu sezony nevydařila střelba. Michal Šlesingr udělal vleže jen jednu chybu a i tu tradičně rychlým během napravil. Při první střelbě vstoje však dvakrát chyboval, při odjezdu z ní se mu dostala lyže pod podložku, zlomil hůlku, a protože poblíž nebyl nikdo ze servisního týmu, musel na trestná kola bez ní. Navíc se po prvním kole vydal zpět na trať, teprve pak si chybu uvědomil a vrátil se na druhé kolo. Ztratil tak přes minutu a odjížděl na 25. místě. Ondřeji Moravcovi podobně jako v několika předcházejících soutěžích nevyšla střelba vleže: udělal při ní tři chyby. Navíc v druhé polovině závodu, kdy střílel lépe, už podle svých slov neměl sílu zrychlit. Doběhl na 21. místě, Šlesingr další dvě pozice za ním. V celkovém pořadí světového poháru však oba dosáhli svého nejlepšího výsledku v kariéře – Moravec si udržel šestou příčku, Šlesingr skončil osmý.
V závodu žen měla smůlu Veronika Vítková. Na konci prvního kola se dostala do hromadného pádu po dlouhém táhlém sjezdu, zlomila si lyži a poranila kotník. I když se pokoušela dojet, střelby se jí nedařily, a když jí v polovině závodu začala ještě více bolet noha, raději odstoupila. „Byl to klasický pád, kdy někdo v balíku lehne a vezme k zemi další,“ popsal to trenér Zdeněk Vítek. Naopak Gabriele Soukalové se závod podařil: střílela vše čistě a po poslední střelbě odjížděla na prvním místě těsně před stejně bezchybnou Laurou Dahlmeierovou. V polovině kola jí sice odjela o 6 sekund; Němka však v posledním stoupání našla více sil. I když se jí Soukalová držela, v přechod do roviny už nestačila a skončila druhá. Evě Puskarčíkové, které jela svůj první závod s hromadným startem ve světovém poháru, se nedařila oproti předchozím závodům střelba. Udělala celkem čtyři chyby a skončila na 20. místě. Přesto si tímto výkonem polepšila v celkovém hodnocení světového poháru – ve své druhé sezoně skončila na 33. místě. Přes odstoupení si polepšila i Veronika Vítková. Čtvrtým místem dosáhla svého nejlepšího umístění ze všech devíti sezon, kdy ve světovém poháru soutěží. Soukalová se díky stříbrné medaili z tohoto závodu posunula v celkovém hodnocení před Italku Dorotheu Wiererovou na šestou pozici. Nebylo to sice její nejlepší konečné umístění (v předchozím ročníku světového poháru byla ještě o dva stupně výše), přesto to ihned po závodě s Veronikou Vítkovou oslavily přípitkem.

## Umístění na stupních vítězů

### Muži
| Disciplína                        | První místo     | Výkon   | Druhé místo   | Výkon   | Třetí místo   | Výkon   |
| Sprint (10 km)                    | Martin Fourcade | 23:47,0 | Anton Šipulin | 24:00,0 | Benedikt Doll | 24:05,3 |
| Stíhací závod (12,5 km)           | Nathan Smith    | 32:04,9 | Benedikt Doll | 32:28,9 | Anton Šipulin | 32:40,6 |
| Závod s hromadným startem (15 km) | Jakov Fak       | 38:09,8 | Anton Šipulin | 38:20,1 | Tarjei Bø     | 38:22,3 |

### Ženy
| Disciplína                          | První místo         | Výkon   | Druhé místo        | Výkon   | Třetí místo           | Výkon   |
| Sprint (7,5 km)                     | Kaisa Mäkäräinenová | 19:49,1 | Laura Dahlmeierová | 20:03,3 | Darja Domračevová     | 20:04,6 |
| Stíhací závod (10 km)               | Darja Domračevová   | 28:14,4 | Laura Dahlmeierová | 28:30,1 | Franziska Preussová   | 28:30,3 |
| Závod s hromadným startem (12,5 km) | Laura Dahlmeierová  | 35:08,2 | Gabriela Soukalová | 35:12,3 | Marie Dorin Habertová | 35:28,1 |

## Pořadí zemí
| Pořadí | Země      | 1. místo | 2. místo | 3. místo | Celkově |
| ------ | --------- | -------- | -------- | -------- | ------- |
| 1.     | Německo   | 1        | 3        | 2        | 6       |
| 2.     | Bělorusko | 1        | 0        | 1        | 2       |
| 2.     | Francie   | 1        | 0        | 0        | 1       |
| 4.     | Finsko    | 1        | 0        | 0        | 1       |
| 4.     | Kanada    | 1        | 0        | 0        | 1       |
| 4.     | Slovinsko | 1        | 0        | 0        | 1       |
| 7.     | Rusko     | 0        | 2        | 1        | 3       |
| 8.     | Česko     | 0        | 1        | 0        | 1       |
| 9.     | Norsko    | 0        | 0        | 1        | 1       |
|        | Celkem    | 6        | 6        | 6        | 18      |